# Haskell, Arkansas
Haskell är en ort i Saline County i Arkansas. Vid 2020 års folkräkning hade Haskell 3 956 invånare.